# ターボ・ユニオン RB199

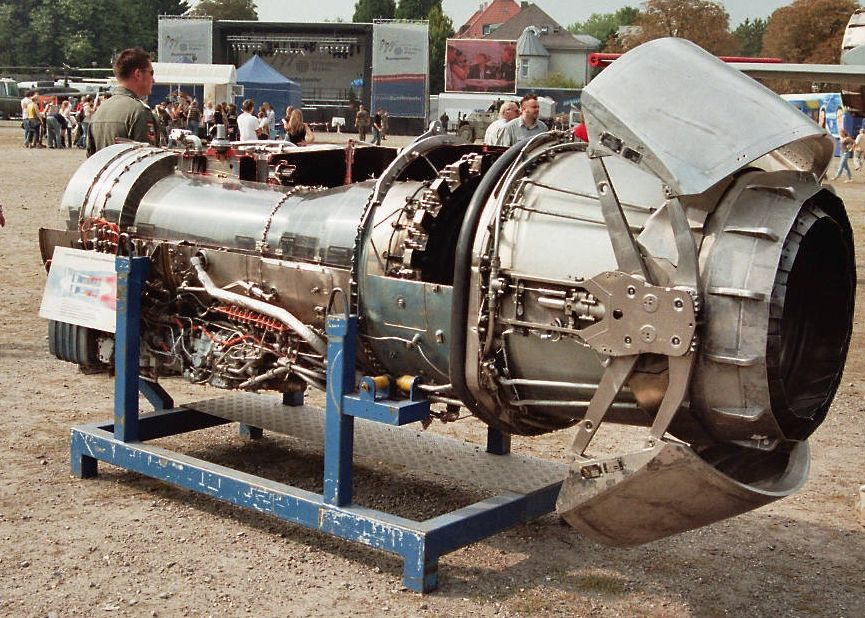
RB199. 左が前方で空気取り入れ口につながり、右が排気口。排気口上下の2枚の板は逆噴射装置。

ターボ・ユニオン RB199（英語: Turbo-Union RB199）は、ターボ・ユニオン社が製造する低バイパス比のターボファンエンジンである。ヨーロッパで国際共同開発されたマルチロール機であるトーネード IDSのために開発されたエンジンであり、また電子戦機型のトーネードECRや要撃機型のトーネード ADVでも採用された。

## 来歴
本機の開発は、1967年にイギリスのブリストル・シドレー社が着手したM45Gターボファンエンジンの発展型の研究を起源とする。M45Gは、イギリスとフランスの可変翼機の共同開発計画（AFVG）に対して提案されていたものであった。AFVG計画自体は要求の差異などのために空中分解したが、この時期、西ドイツなどもF-104の後継となるマルチロール機を共同開発するためのMRCA（Multi Role Combat Aircraft）計画を進めており、イギリスもこちらに合流することになった。
そして、MRCA計画に対してイギリスのブリティッシュ・エアクラフト・コーポレーション（BAC）が提案した設計において、エンジンとして採用されていたのが本機である。これに対し、西ドイツのメッサーシュミット・ベルコウ・ブロームではプラット・アンド・ホイットニー TF30を使用する設計を提案しており、1969年1月には、両者ともにMRCAの要求を達成できることが確認された。またこのほか、同じくプラット・アンド・ホイットニーが開発するJTF22とJTF16、GE・アビエーションのGE1/10も俎上に載せられていた。
RB199はロールス・ロイス社ブリストル・エンジン部門の設計に基づいており、この時点ではまだ実機がなかったものの、1969年9月4日、これを採用するという最終決定が批准された。本機の量産はヨーロッパで行われたエンジン生産計画としては最大規模のものであることから、これに先立つ6月1日には、関係各社の合弁事業として、製造を担当するターボ・ユニオン社がイギリスに設立された。
1971年9月27日には、ブリストルにおいて、最初のエンジンの試運転が行われた。MRCA計画では、機体とエンジンが並行して開発されていたことから、機体の進空に先駆けてエンジンの飛行試験を行うため、アブロ バルカンを改造したテストベッド機が製作された。このテストベッド機では、胴体下にMRCAの胴体と右舷側エアインテークが設置されており、1973年4月より試験を開始した。また1974年7月には、MRCAの試作1号機も初飛行した。そして1976年3月、MRCAの量産が承認されるとともに、「トーネード」の名称が与えられた。

## 設計

### 基本構成
本機はロールス・ロイス ペガサスをベースとしている。圧縮機は多軸式で、ペガサスでは2軸式だったのに対し、本機は3軸式となっているが、長さは極力抑えられている。なお3軸式ターボファンエンジンは、ロッキード L-1011 トライスター向けのロールス・ロイス RB211で実用化されたものであり、低燃費・低騒音などの特性から民間機では好評で、その後も開発が続いてトレントに至っているが、軍用機ではこれらの特性にあまり重きをおいておらず、整備の煩雑さや信頼性の悪さもあって、評価は高くなかった。
3段の低圧圧縮機は2段のタービン、3段の中圧圧縮機および6段の高圧圧縮機はそれぞれ1段のタービンで駆動される。燃焼器はアニュラ型である。軸速度（最大ドライ推力）は12,000 rpm（低圧）、16,000 rpm（中圧）、18,000 rpm（高圧）である。
本機は低バイパス比であり、ファンの総空気流量はコアの総流量よりわずかに多い程度（バイパス比約1：1）で、高いタービン温度と高圧縮比（23：1）の組み合わせにより、リヒートしない場合の燃料消費を良好にしている。リヒートを使用する場合、ノズルの直径はセッティングの状況に応じて最適効率を得るように自動で調整される。また短い滑走路での運用を想定して、ノズル部分の外側には制動用の逆噴射装置を装備しており、そのバケットは1秒以下で展開できる。

### 諸元・性能 (Mk.101)
諸元
- 最大直径: 34.0インチ (860 mm)
- 全長: 126インチ (3,200 mm)
- ドライ重量: 1,983ポンド (899 kg)
- 総流量: 毎秒154.2ポンド (69.9 kg)
- バイパス比: 1:1
- 全体圧縮比: 23:1
- 1段当りの平均圧縮度: 1.30:1

性能
- 最大ドライ推力: 8,000重量ポンド (36 kN)
- 最大リヒート推力: 16,000重量ポンド (71 kN)
- 推力重量比（ドライ）: 4.03
- 推力重量比（リヒート）: 8.06
- 熱比率（ドライ）: 51.9
- 熱比率（リヒート）: 103.8

### 派生型
RB199-34R Mk.101
最初の生産型エンジンで、トーネード IDSの初期型用。推力：38.7 kN（ドライ）/ 66.01 kN（リヒート使用時）
RB199-34R Mk.103
トーネード IDS用のパワーアップ型。推力：38.7 kN（ドライ）/ 71.2 kN（リヒート使用時）
RB199-34R Mk.104
トーネード F3用。推力：40.5 kN（ドライ）/ 73.5 kN（リヒート使用時）
RB199-34R Mk.105
トーネード ECR用であり、また後にIDSの多くもこちらに換装した。推力：42.5 kN（ドライ）/ 74.3 kN（リヒート使用時）

## 運用史
湾岸戦争やイラク戦争におけるトーネードの活躍を反映して、イギリス空軍・ドイツ空軍・ドイツ海軍・サウジアラビア空軍・イタリア空軍において総計700万飛行時間以上の運用実績がある。
RB199-34R Mk.104の派生型であるMk.104Eは、タイフーンの試作機に搭載され、本来のエンジンであるEJ200が手に入るまでの間使用された。
なお、日本のFS-X初期案において、搭載エンジンとしてPW1120、F404/F2J1とともに検討されていた。